# Palace II (curta-metragem)
Palace II é um curta-metragem de 2001 produzido por Globo Filmes e O2 Filmes e dirigido por Fernando Meirelles e Kátia Lund. Foi uma espécie de laboratório para a equipe de produção e os atores não-profissionais que trabalharam no filme Cidade de Deus, os possibilitando dimensionar diversas áreas da produção com o que trabalhariam e como executariam o projeto. Inicialmente, foi gravado em forma de episódio para a série de televisão Brava Gente da Rede Globo.
O curta conta a história de dois meninos de uma favela carioca que aplicam um golpe ao instalar um portão na casa de uma mulher, e enfrentam problemas com os traficantes de drogas que dominam o morro. Em fevereiro de 2002, foi premiado na mostra Paronama, do Festival de Berlim. Na justificativa do prêmio, os jurados destacaram "o roteiro forte, o desempenho excelente dos dois jovens protagonistas, o excepcional trabalho de câmera e a trilha sonora contagiante". O filme de Meirelles também já tinha sido premiado no Festival de Brasília, em novembro de 2001.
Ainda em 2002, o curta deu origem a série Cidade dos Homens, que por sua vez gerou o filme de mesmo nome, lançado em 2007.

## Produção
Quando estava se preparando para os estágios iniciais das filmagens de Cidade de Deus, Fernando Meirelles recebeu uma proposta de Guel Arraes — diretor de núcleo da Rede Globo —, para dirigir um dos episódios da série Brava Gente. De imediato, Meirelles recusa o convite, porém, depois de repensar, aceita com a condição de que pudesse desenvolver na série uma história ligada a uma das fragmentações de pequenas histórias que há no livro e o uso dos jovens de sua oficina de atores. Arraes assentiu e Meirelles e Kátia Lund dirigiram juntos o episódio Palace II que serviu como uma espécie de ensaio para o filme. O episódio foi filmado na própria comunidade Cidade de Deus e acabou se tornando um curta-metragem apresentado e premiado em Berlim.
Palace II resultou em aprendizados que favoreceram a equipe como um laboratório de testes para Cidade de Deus. Em primeira instancia, Meirelles concluiu que não poderia filmar na própria Cidade de Deus. Na época, a comunidade estava em grandes conflitos e dividida em três áreas, cada uma comandada por um traficante diferente. "A gente percebeu que era uma coisa muito instável, nunca estava falando com a pessoa certa" contou Meirelles à Revista Trip que acabou em busca de outras locações.